# Aphanius almiriensis
Aphanius almiriensis ist eine seltene Süßwasserfischart aus der Gattung der Mittelmeerkärpflinge (Aphanius) innerhalb der Familie Cyprinodontidae. Sie kommt in Griechenland vor.

## Merkmale
Aphanius almiriensis erreicht eine Standardlänge von 31 mm. Er besitzt 15 bis 16 Bauchstrahlen. Auf dem Seitenlinienorgan befinden sich 25 bis 28 Schuppenreihen. Das Männchen hat einen gelben Schwanz mit einem breiten, schwachen dunklen Rand. Am Körper des Männchens sind 6 bis 11 (gewöhnlich 6 bis 8) dunkle Bänder zu erkennen, die gewöhnlich breit und regelmäßig geformt sind. Das Weibchen hat 7 bis 11 dunkle rundliche Flecken an den Seiten, die mehr oder weniger durch einen unregelmäßigen dunklen Mittelstreifen verbunden sind.

## Vorkommen und Lebensraum
Das ursprüngliche Verbreitungsgebiet von Aphanius almiriensis umfasst zwei Quellen nahe Almiri und Meligou auf der Peloponnes-Halbinsel. Es sind Süß- und Brackwasserquellen mit einem Salzgehalt von 23 Promille. Die Art wurde in einem Gebiet mit einer langsamen Strömung beobachtet.

## Status
Aphanius almiriensis wird von der IUCN in die Kategorie „vom Aussterben bedroht“ (critically endangered) eingeordnet. Die Art wurde 1997 entdeckt. Während einer Suchaktion im Jahre 2002 wurde sie jedoch nicht mehr in der Almiri-Quelle nachgewiesen. Im Oktober 2003 wurden fünf Larven entdeckt. Nachdem die ehemalige Brackwasserquelle bei Almiri heute zum Meerwasserbereich gehört, gilt die Almiri-Population als ausgestorben. Die Quelle bei Meligou wurde in ein Strandbad umgewandelt, jedoch überlebt eine Population von Aphanius almiriensis in einer benachbarten Lagune.